# Rodeio de Tropas – Sorocaba, 1832
A obra Rodeio de tropas – Sorocaba, 1832 é baseada em um desenho de Hercule Florence . Datada de 1920, ela foi encomendada por Taunay em função das comemorações do centenário da Independência. 
Na cena, observa-se um grande número de mulas não domadas, ou xucras ,  sendo controladas por um grupo de tropeiros em campos sorocabanos. Em decorrência da posição geográfica e economicamente estratégica , Sorocaba era um polo importante de comércio desses animais. A obra de Richter integra-se ao acervo de obras do Museu Paulista que retratam costumes da época.

## Descrição
A obra de Franta Richter, feita em óleo sobre tela em 1920, foi encomendada por Afonso Taunay, então diretor do Museu Paulista, e pertence ao Fundo Museu Paulista sob o número de inventário 1-00458-0000-0000. O quadro, que teve como base um desenho de Hercule Florence , possui as seguintes medidas: 75 centímetros de altura e 109 centímetros de largura. Nas várias referências à obra, aparecem também os títulos: Rodeio de tropa chucra e Tropa chucra.

## Análise
A ampliação do uso de força e tração animal nas minas e nos centros de produção açucareira conectou esses polos econômicos com a região meridional da Colônia, onde havia criação de muares e cavalos. Em razão da localização e intensificação no fluxo das trocas, Sorocaba tornou-se um importante ponto de comércio de animais e, em relação à gestão administrativa, de controle fiscal . 
No quadro de Richter, essa dinâmica  econômica é em parte reproduzida. Nele, há um grande número de muares não domados, ou xucros , no centro da cena. Os animais estão em movimento em torno de si, formando um grande amontoado circular. Eles são controlados por três tropeiros montados a cavalo, que estão em formação triangular e quase equidistantes. Em relação aos elementos da natureza, a cena transcorre sob um céu azul enquanto os animais e os tropeiros distribuem-se ao longo de um terreno gramado e uniforme, que contrasta com o fundo montanhoso. 
Na publicação de 21 de janeiro de 1945 do Jornal do Commercio, edição do Rio de Janeiro, Taunay faz uma breve descrição da obra de Richter:
"Fizemo-las reproduzir, exigindo que os óleos conservassem a mais rigorosa fidelidade em relação aos desenhos do ilustre naturalista francês. E assim se pintaram os quadros Corte de tropa a que já aludimos, e do Rodeio de tropa chucra. Nesta há grande ponta de mulas entrevaradas e emboladas em torno da qual cavaleiros galopam. Parecem pelos trajes pertencer à camaradagem do tropeiro que, a certa distância do lote, avultado de muares, observa o movimento do rodeio". 

## Contexto
A obra de Franta Richter foi encomendada por Afonso Taunay em função das comemorações do 1º Centenário da Independência do Brasil e data de 1920.